# Hernán Viera
Hernán Viera (Piura, 16 de enero de 1993) es un deportista peruano que compite en halterofilia. Registra el récord nacional luego de levantar 205 kilogramos. En el 2021 obtuvo la medalla de bronce en arranque, oro en envión y oro en total, en la categoría de 109 kg en el Campeonato Panamericano Absoluto de levantamiento de pesas. En el 2022 obtuvo la medalla de oro en envión y total, en la categoría de 109 kg en el Campeonato Panamericano Absoluto de levantamiento de pesas en Bogotá.
En el Campeonato Panamericano de levantamiento de pesas de Caracas 2024 consiguió dos medallas de plata en la categoría +109 kg.
Obtuvo la medalla de bronce al levantar un peso de 210 kilogramos en la modalidad envión en la Copa del Mundo de Levantamiento de pesas de Phuke, Tailandia 2024.